# Bareilly Cantonment
Bareilly Cantonment es una ciudad y acantonamiento situada en el distrito de Bareilly en el estado de Uttar Pradesh (India). Su población es de 30003 habitantes (2011). 

## Demografía
Según el  censo de 2011 la población de Bareilly Cantonment era de 30003 habitantes, de los cuales 17730 eran hombres y 12273 eran mujeres. Bareilly Cantonment tiene una tasa media de alfabetización del 87,91%, inferior a la media estatal del 67,68%: la alfabetización masculina es del 92,54%, y la alfabetización femenina del 81,09%.